# Медали НАТО
Медали НАТО (англ. NATO Medal) — серия наград НАТО, вручаемых военному и гражданскому персоналу вооружённых сил стран, как входящих в НАТО, так и сотрудничающих с НАТО при проведении военных операций и миротворческих миссий. Награждения производятся от имени Генерального секретаря НАТО.

## История
С июля 1992 года силы НАТО впервые стали участвовать в самостоятельных военных операциях — осуществлять контроль за военным эмбарго против Югославии. В 1994 году силы НАТО совершили первое боевое применение. В 1994 году Комитет начальников штабов внёс предложение в Североатлантический совет учредить медаль для поощрения военного и гражданского персонала стран НАТО, участвующего в операциях на Балканах. Предложение было одобрено и медаль учреждена 20 декабря 1994 года. 15 мая 1996 года было принято положение, разрешающее вручать медаль НАТО военному и гражданскому персоналу стран, не входящих в НАТО. Медаль вручается за участие в операциях в течение определённого срока (обычно 30 дней, непрерывно или суммарно, или другой срок).
С октября 1998 года силы НАТО приняли участие в операции в Косово. Для награждения участников операции была учреждена соответствующая медаль, с надписью «KOSOVO» на планке. В июне 2001 года учреждена медаль за операцию в Македонии (без планки).
В 1999 году для лиц, принимающих участие в операциях в течение длительного срока, дающего право на повторные награждения медалью, введены специальные отличия на ленту - арабские цифры, обозначающие число сроков, проведённых в зоне операции.
В связи с тем, что с 2001 года некоторые операции стали проводиться с апелляцией к 5-й статье Североатлантического договора, в 2002 году было принято решение о внешнем отличии медалей, вручаемых за такие операции — ленты этих медалей должны иметь золотые нити прострочки и планку с надписью «ARTICLE 5». Ленты медалей за прочие операции должны иметь серебряные нити прострочки и планку с надписью «NON ARTICLE 5».
Вручение медалей за Югославию, Косово и Македонию было прекращено и с 1 января 2003 года вместо них вручалась медаль с новой лентой и планкой «NON ARTICLE 5».
В том же 2002 году учреждена медаль «За похвальную службу» («За особые заслуги») для поощрения военного и гражданского персонала НАТО, «чья личная инициатива и самоотверженность выходят за рамки чувства долга и положительно влияют на коллег и на НАТО в целом».
В декабре 2003 года была учреждена медаль для операции в Афганистане. При этом было решено, что в дальнейшем все медали для операций, проводящихся не по 5-й статье, должны иметь такую же ленту, как и медаль за Афганистан. В марте 2005 года учреждена медаль за операцию в Ираке, в декабре 2005 года — за миссию в Судане, и в ноябре 2006 года — за операцию в Пакистане.
В 2009—2010 годах были внесены новые поправки в положения о медалях, начавшие действовать с 1 января 2011 года. Планки «ARTICLE 5» и «NON ARTICLE 5» были отменены, и вместо них введены планки с надписями, обозначающими конкретную операцию («ACTIVE ENDEAVOUR» и «BALKANS»). Лента для балканской медали была вновь изменена и приведена в соответствие с другими медалями за операции не по 5-й статье. Также учреждена квадратная планка с цифрой для обозначения повторных награждений.
Для награждения за отличную службу служащих Агентства по поддержке и закупкам НАТО (NSPA — англ. NATO Support and Procurement Agency; до сентября 2015 года — Агентство НАТО по тыловому обеспечению) учреждена медаль в трёх степенях («золото», «серебро», «бронза») на особой ленте и планками с соответствующими надписями.

## Внешний вид
Все медали НАТО имеют общий внешний вид лицевой и оборотной сторон. Для отличия медалей друг от друга учреждены ленты различной расцветки и прямоугольные металлические планки.
Медаль в форме диска с узким выпуклым ободком, диаметром 25 мм. На лицевой стороне изображена эмблема НАТО — наложенная на кольцо четырёхлучевая звезда с двугранными лучами и с выходящими из концов звезды линиями. Звезда окружена двумя лавровыми ветвями.
На оборотной стороне медали, имеющей широкий ободок, расположены надписи на английском и французском языках: на ободке в верхней части — «NORTH ATLANTIC TREATY ORGANIZATION», в нижней части — «ORGANISATION DU TRAITE DE L’ATLANTIQUE NORD», в центральном круге сверху в 3 строки — «IN SERVICE / OF PEACE / AND FREEDOM», снизу в 4 строки — «AU SERVICE / DE LA PAIX / ET DE LA / LIBERTE», между ними — две лавровые ветви, расположенные горизонтально.
В верхней части медали имеется ушко, через которое продето кольцо для ленты.
Все медали НАТО бронзовые, кроме медали «За похвальную службу», которая изготавливается из белого металла, и 1-й и 2-й степеней медали NSPA, изготавливающихся из жёлтого и белого металла соответственно.
Для медали учреждено несколько видов ленты и несколько металлических прямоугольных планок с надписями, крепящихся на ленту и обозначающих конкретную миссию или операцию, за участие в которой выдана медаль.
Все медали НАТО изготавливаются бельгийской фирмой Eekelers-Centini Intl.

## Список медалей

### Медали за операции по 5-й статье
| Операция                                                      | Лента | Надпись на планке | Дата учреждения | Статус              |
| ------------------------------------------------------------- | ----- | ----------------- | --------------- | ------------------- |
| Операция «Помощь орла» (12 октября 2001 — 16 мая 2002)        |       | ARTICLE 5         | 2003            | не вручается с 2003 |
| Операция «Активные усилия» (26 октября 2001 — 9 октября 2016) |       | ARTICLE 5         | 2003            | не вручается с 2011 |
| Операция «Активные усилия» (26 октября 2001 — 9 октября 2016) |       | ACTIVE ENDEAVOUR  | 2011            | не вручается с 2016 |

### Медали за операции не по 5-й статье
| Операция | Лента | Надпись на планке | Дата учреждения | Статус              |
| --- | ----- | ----------------- | --------------- | ------------------- |
| Операции в бывшей Югославии (1 июля 1992 — 12 октября 1998)                                                                                              |       | FORMER YUGOSLAVIA | 1994            | не вручается с 2003 |
| Операции в Косово (13 октября 1998 — 31 декабря 2002) |       | KOSOVO            | 1998            | не вручается с 2003 |
| Операция «Богатый урожай» (Македония) (1 июня 2001 — 31 декабря 2002)                                                                                    |       | —                 | 2001            | не вручается с 2003 |
| Операции на Балканах (бывшая Югославия) (Косово: 1 января 2003 — н/в; Босния: 1 января 2003 — 20 декабря 2004; Македония: 1 января 2003 — 31 марта 2003) |       | NON ARTICLE 5     | 2003            | не вручается с 2011 |
| Операции на Балканах (бывшая Югославия) (Косово: 1 января 2003 — н/в; Босния: 1 января 2003 — 20 декабря 2004; Македония: 1 января 2003 — 31 марта 2003) |       | BALKANS           | 2011            | вручается           |
| Операция в Афганистане (1 июня 2003 — 31 декабря 2014)                                                                                                   |       | ISAF              | 2003            | не вручается с 2015 |
| Миссия учебной подготовки НАТО в Ираке (18 августа 2004 — 31 декабря 2011)                                                                               |       | NTM-IRAQ          | 2005            | не вручается с 2012 |
| Объединённая африканская миссия в Судане (13 июля 2005 — н/в)                                                                                            |       | AMIS              | 2005            | не вручается с 2008 |
| Гуманитарная операция НАТО в Пакистане (8 октября 2005 — 1 февраля 2006)                                                                                 |       | PAKISTAN          | 2006            | не вручается с 2006 |
| Операции в Африке (1 января 2008 — н/в) |       | AFRICA            | 2008            | вручается           |
| Операция «Объединённый защитник» (Ливия) (23 марта 2011 — 31 октября 2011)                                                                               |       | OUP-LIBYA/LIBYE   | 2011            | не вручается с 2012 |
| Операция «Решительная поддержка» (Афганистан) (1 января 2015 — 31 августа 2021)                                                                          |       | RESOLUTE SUPPORT  | 2015            | вручается           |

### Медаль «За похвальную службу»
| Медаль                        | Лента | Надпись на планке | Дата учреждения | Статус    |
| ----------------------------- | ----- | ----------------- | --------------- | --------- |
| Медаль «За похвальную службу» |       | MERITORIOUS       | 2002            | вручается |

### Медаль Агентства по поддержке и закупкам НАТО
| Медаль                                                | Лента | Надпись на планке | Дата учреждения | Статус    |
| ----------------------------------------------------- | ----- | ----------------- | --------------- | --------- |
| Медаль Агентства по поддержке и закупкам «золотая»    |       | NSPA 40           | н/д             | вручается |
| Медаль Агентства по поддержке и закупкам «золотая»    | NSPA  | н/д               | вручается       |           |
| Медаль Агентства по поддержке и закупкам «серебряная» |       | н/д               | н/д             | н/д       |
| Медаль Агентства по поддержке и закупкам «серебряная» | NSPA  | н/д               | вручается       |           |
| Медаль Агентства по поддержке и закупкам «бронзовая»  |       | NSPA 25           | н/д             | вручается |
| Медаль Агентства по поддержке и закупкам «бронзовая»  | NSPA  | н/д               | вручается       |           |